# Forcipomyia bambusa
Forcipomyia bambusa är en tvåvingeart som beskrevs av Liu och Yu 1996. Forcipomyia bambusa ingår i släktet Forcipomyia och familjen svidknott.
Artens utbredningsområde är Sichuan (Kina). Inga underarter finns listade i Catalogue of Life.